# جادی (درام)
جادی (لهستانی: Dziady)، شب نیاکان، مجموعه‌ای از درام شاعرانه سرودهٔ آدام میتسکیه‌ویچ نویسنده و شاعر لهستانی و یکی از بزرگ‌ترین آثار رمانتیسم در لهستان و اروپا محسوب می‌شود. این مجموعه بین سال‌های ‎۱۸۲۳–۱۸۶۰ به نشر رسید که شامل سه بخش مرتبط است و بخش اول آن پس از درگذشت میتسکیه‌ویچ منتشر شد و ناقص است. عنصری که این بخش‌ها را به هم پیوند می‌دهد، مراسمی آیینی به نام شب نیاکان است که به تفصیل در قسمت دوم این مجموعه ارائه شده‌است. این اثر حاوی زندگی‌نامه‌های متعدد و شامل ایده‌های مربوط به مبارزه برای آزادی ملی با مهاجمان روس است.